# Laura Palmer
Laura Palmer je izmišljen lik iz televizijske serije Twin Peaks. V seriji je vlogo Laure Palmer odigrala Sheryl Lee.
Laura Palmer je študentka iz mesta Twin Peaks, Washington, ki je bila brutalno umorjena. Njen umor preiskujeta posebni agent FBI Dale Cooper in šerif Harry S. Thruman.